# Versenkung der Arandora Star

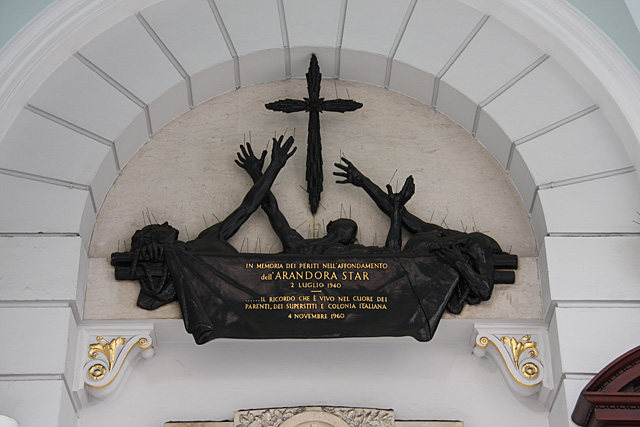
Mahnmal für die Versenkung der Arandora Star an der italienischen Kirche in London-Holborn (1960)

Die Versenkung der Arandora Star im Atlantik am 2. Juli 1940 durch das deutsche U-Boot U 47 war eine Schiffskatastrophe im Zweiten Weltkrieg, bei der mehr als 800 Menschen ums Leben kamen.

## Vorgeschichte
Bei Ausbruch des Zweiten Weltkriegs lebten etwa 75.000 Flüchtlinge aus NS-Deutschland in Großbritannien, die meisten von ihnen Juden, Repräsentanten der verbotenen Parteien und Regimegegner. Aber auch deutsche Nationalsozialisten lebten und arbeiteten im Land. Der deutsche Überfall auf die Niederlande, Belgien und Luxemburg, bei dem, Gerüchten zufolge, dort lebende Deutsche den Invasionstruppen geholfen haben sollten, löste in Großbritannien große Ängste aus. Winston Churchill ordnete an, alle in den möglichen Invasionszonen Großbritanniens lebenden Deutschen und Österreicher unterschiedslos als Enemy Aliens zu internieren. Nach dem Kriegseintritt Italiens im Juni wurde die Maßnahme auf Italiener ausgedehnt. Sie traf überwiegend Personen, die in ihren Heimatländern bereits Verfolgungen und Inhaftierungen ausgesetzt gewesen waren.
Um die schnell überfüllten Lager zu entlasten, bat die britische Regierung Kanada und Australien, Internierte aufzunehmen, und begann, Schiffstransporte dorthin zu organisieren.

## Katastrophe
Das einstige Ozeanlinienschiff Arandora Star (Baujahr 1927) startete am 1. Juli 1940 ohne Geleitzug von Liverpool mit etwa 1.200 Menschen an Bord. Die Internierten waren überwiegend Italiener, zum kleineren Teil Deutsche und Österreicher. Zielhafen war St. John’s (Neufundland). Einige hundert Seemeilen nordwestlich der Äußeren Hebriden kreuzte sie den Kurs des deutschen U-Boots U 47, kommandiert von Günther Prien, das auf dem Rückweg von einer vierwöchigen Angriffsfahrt war. Prien ließ den letzten Torpedo auf die Arandora Star abfeuern.
Die Explosion löste auf dem Schiff Panik aus. Internierte und Besatzung versuchten, Schwimmwesten zu ergattern und Rettungsboote zu erreichen. Viele sprangen verzweifelt über Bord, oft aus großer Höhe. Etwa 700 Internierte und 100 Mann der Besatzung starben. Die Übrigen wurden, teils nach vielen Stunden, von herbeieilenden Schiffen an Bord genommen. Unter den Toten befanden sich auch der ehemalige KPD-Reichstagsabgeordnete Karl Olbrysch und seine Frau sowie Kurt Freiherr von Wilmowsky (1916–1940), Sohn von Tilo von Wilmowsky und Barbara Krupp.
Das Ereignis löste in der britischen Öffentlichkeit eine heftige Debatte über den Umgang mit den Flüchtlingen aus und bewirkte einen Umschwung der öffentlichen Meinung.

## Gedenken

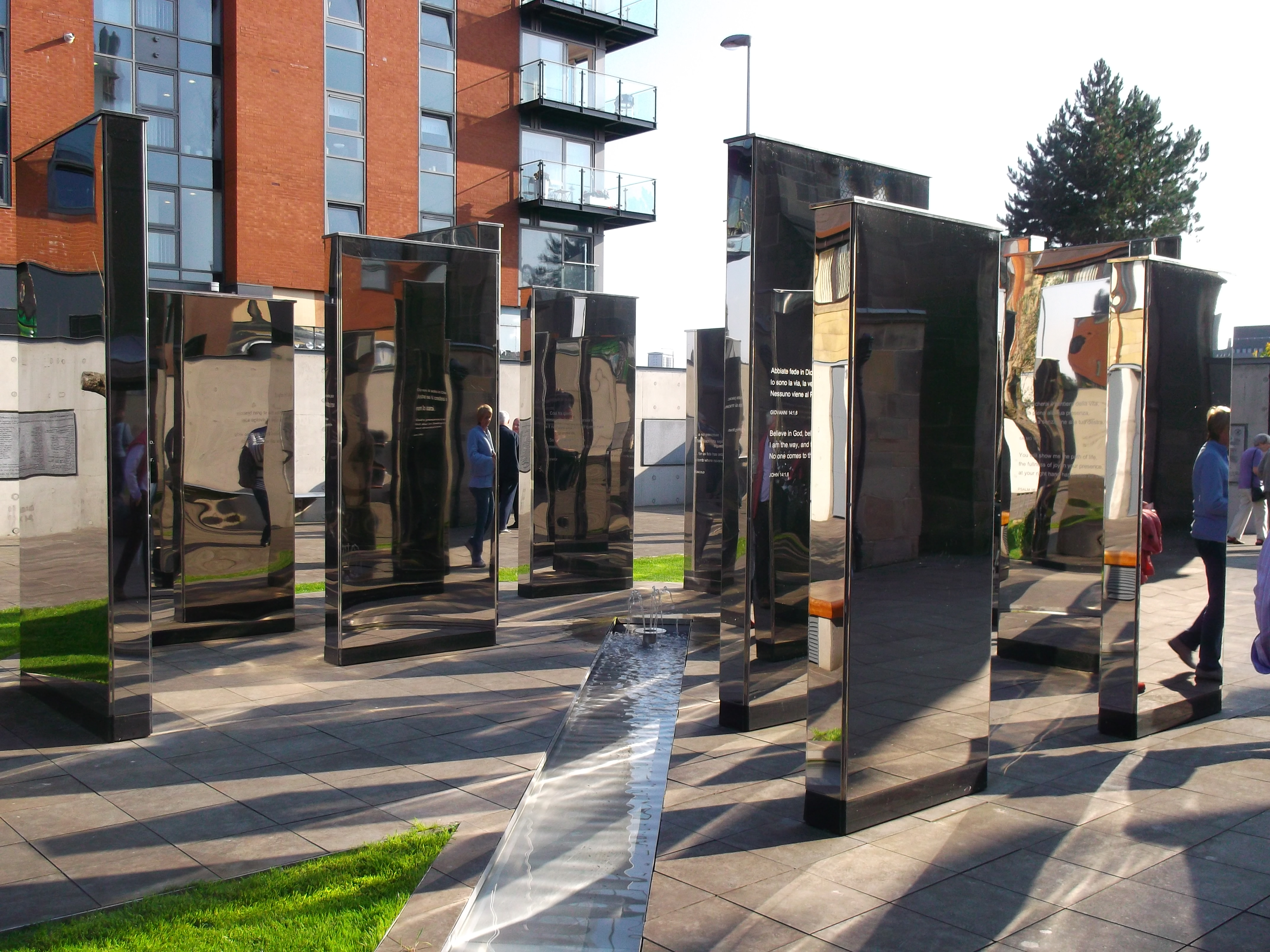
Gedenkort an der römisch-katholischen Kathedrale in Glasgow (2010)

Im Lauf der Jahrzehnte wurden in verschiedenen Kirchen und Friedhöfen, auch an Küstenstreifen, wo Leichen der Ertrunkenen angespült worden waren, Gedenkorte gestaltet, der bedeutendste an der St Andrew’s Cathedral in Glasgow, eröffnet am 70. Jahrestag der Katastrophe, dem 2. Juli 2010.